# شای میتچل
شَنون اشلی گارسیا «شی» میچل (به انگلیسی: Shay Mitchell) (زادهٔ ۱۰ آوریل ۱۹۸۷) بازیگر و مدل اهل انتاریو، کانادا است. وی در سریال پلیس‌های تازه‌کار که یک درام پلیسی بود، در سریال دروغ‌گوهای کوچک زیبا محصول ۲۰۱۰، و در سریال دلهره‌آور روان‌شناختی تو (۲۰۱۸) ایفای نقش کرده‌است.
شی میتچل در سریال گلی که یک کمدی-درام آمریکایی است در کنار لیندزی لوهان، سارا جسیکا پارکر و کیت هادسن ایفای نقش کرد. این سریال برنده جایزه گلدن گلوب برای بهترین سریال موزیکال یا کمدی شد.